# Omar Khorshid
Omar Khorshid (عُمَر خُورْشِيد) est un guitariste égyptien né au Caire le 9 avril 1945 et mort le 29 mai 1981.

## Biographie
Il commence sa carrière au Caire où il joue notamment aux côtés de Oum Kalthoum et de Abdel Halim Hafez. Il s’installe à Beyrouth au cours des années 1970 et  se produit dans le monde entier, notamment en Australie. Il décède le 29 mai 1981 à l'âge de 36 ans dans un accident de voiture en Égypte,. Certains de ses disques ont été republiés par le label Sublime Frequencies. Richard Bishop membre de Sun City Girls a publié un album hommage intitulé Freak of Araby,.

## Discographie
Albums
Compilations